# 伊和員経
伊和 員経（旧字体：伊和 員經、いわ の かずつね　生没年不詳）は、平安時代中期の武将平将門の従者。『将門記』には「内竪伊和員経」とある。「内竪」とは「小姓」のことである。

## 概説
系譜未詳の人物であるが、太田亮著の『姓氏家系大辞典』によれば、『和名類聚抄』に播磨国完栗郡伊和郷の地名がある。この地には『延喜式神名帳』に「伊和坐大名持御魂神社」（名神大）と記される出雲系統の神社があり、『播磨国風土記』には、この地に住む伊和君が後に飾磨郡に移り住んで同郡にも伊和郷を作ったとしている。その氏神が出雲系であること、「君」の姓を帯びていることから、伊和氏は出雲系統の氏族で、員経はその一族の後裔と推測されている。出雲系統の氏族には三輪君、鴨君、胸方君など、君姓を負うものが多い。
将門の新皇即位について平将平と共にこれを諌めたが、聞き入れられなかった。その名の登場はこの時のみで以後は不明である。

## 将門記
- 員経の諫言

「爭フ臣アレバ、則チ君不義ニ落チズ。若シ此ノ事ヲ遂ゲラレズバ、國家ノ危ブミアラム。所謂『天ニ違ヘバ則チ殃アリ、王に背ケバ則チ嘖ヲ蒙ル』ト。願ハクバ、新天耆婆ノ諌ヲ信ジテ、全ク推悉ノ天裁ヲ賜ヘ」
（口訳）「主君の非行を諫争する臣がいれば、その主君は不義を犯すことはないといいます。もしこの事がはたされなければ、国家が危殆に瀕することになりましょう。世に『天命に逆らえばたちまち災厄が降り、帝王に叛逆すれば即座に刑罰がその身に加えられる』と言いならわしております。どうか新天皇、耆婆のような皆様の諫言に心をお留めになって、よくよく思案をめぐらされた立派な御裁断をお下しくださいませ。」

## 登場作品
テレビドラマ
- 『風と雲と虹と』（1976年、NHK大河ドラマ、演：福田豊土）